# Allgemeine Transportanlagen-Gesellschaft
Die Allgemeine Transportanlagen-Gesellschaft mbH, abgekürzt ATG, in Leipzig war ein Hersteller von Förderanlagen und seit 1933 ein bedeutender Betrieb der deutschen Luftrüstung.

## Geschichte

### Unternehmensgründung
Südlich des Lausner Weges und der Bahnstrecke Leipzig-Plagwitz–Pörsten befand sich der Kaisergrund. Die mit Erlen- und Weidenniederwald bestandene Senke mit Teich und etlichen Feldparzellen gehörte zu Großzschocher. Im Kaisergrund und dem westlich daran anschließenden Gelände entstand seit 1917 das Werk II der 1911 durch Bernhard Meyer und Erich Thiele gegründeten Deutschen Flugzeug-Werke (DFW). Die DFW hatten am nahen Weidenweg einen Werksflugplatz errichtet. Nach dem Ersten Weltkrieg und dem Verbot einer deutschen Luftwaffe nach den Bestimmungen des Friedensvertrags von Versailles mussten Flugzeugwerke und Flugplatz ihren Betrieb einstellen. Aus der Allgemeinen Fluggesellschaft Vorbereitungsgesellschaft mbH (AFG) ging durch einen von Meyers Schwiegersohn Kurt Herrmann initiierten neuen Gesellschaftsvertrag am 16. Juni 1919 in Berlin ein neues Unternehmen hervor. Per 1. August 1919 wurde der Unternehmenssitz nach Leipzig verlegt und das Gelände des Werks II der ehemaligen Deutschen Flugzeugwerke übernommen. Der Name des neuen in Konkurrenz zur Firma Adolf Bleichert & Co. produzierenden Unternehmens war seit dem 11. November 1920 Allgemeine Transportanlagen-Gesellschaft mbH.
Innerhalb von drei Jahren hatte das Unternehmen eine Größe von 1900 Mitarbeitern, darunter 200 Ingenieure, erreicht. Es produzierte wie Bleichert Elektrohängbahnen, Drahtseilbahnen, Kabelkrane, später auch Aufzüge. Auch die älteste Luftseilbahn in Deutschland, die 1924 erbaute Fichtelberg-Schwebebahn, stammt von der ATG. Das Unternehmen baute fördertechnische Ausrüstungen für den Braunkohlen-Tagebau, so 1931 die erste Förderbrücke mit 76 Metern Stützenweite und fahr-, heb- und senkbarem Schaufelradträger. Auf dem Gebiet der Braunkohleförderanlagen entwickelte sich die ATG zu einem überlegenen Konkurrenten des Lauchhammer-Werks der Mitteldeutschen Stahlwerke (Mittelstahl) von Friedrich Flick. Der Flick-Konzern hatte sich deshalb schon Ende der 1920er Jahre zu einer Übernahme entschlossen. Die Verhandlungen mit den Erben Bernhard Meyers zogen sich über mehrere Jahre hin, so dass die ATG erst am 20. Mai 1933 in den Besitz der Eisenwerksgesellschaft Maximilianhütte überging, die seit 1929 Flick gehörte. Die Übernahme der ATG galt lange Zeit als Beispiel für Flicks frühes Wissen über die nationalsozialistischen Rüstungspläne. Es spricht jedoch wenig dafür, dass Flick schon vor Hitlers Machtantritt auf den verbotenen Aufbau einer deutschen Luftwaffe setzte.

### Einstieg in die Luftrüstung
Nachdem Hugo Junkers unter Druck gesetzt seinen Betrieb samt Patentrechten an das Deutsche Reich übertragen hatte, wurde 1933 Flicks langjähriger Mitarbeiter Heinrich Koppenberg zum Generaldirektor der Junkers-Werke berufen. Mit dem Verweis auf die historischen Wurzeln des Flugzeugbaus fanden noch 1933 Verhandlungen mit dem Staatssekretär im Reichsluftfahrtministerium Erhard Milch statt, in deren Ergebnis Flick dem Reichsluftfahrtministerium im Dezember 1933 den Beginn der Umprofilierung auf den Flugzeugbau zusagte. Damit war die ATG der erste Großbetrieb Leipzigs, der mit größeren Rüstungsaufträgen betraut wurde. Das Unternehmen fertigte – nach der 1934 erfolgten Abgabe des Förderanlagen- und Aufzugsbaus – Flugzeugteile ausschließlich in Lizenzfertigung der Junkers Flugzeug- und Motorenwerke als sogenanntes „Schattenwerk“.
1934 wurde eine erste Produktionslinie zur Serienfertigung der Junkers W 33 und W 34 errichtet, von denen 21 bzw. 199 Exemplare gebaut wurden. Erster Großauftrag wurde der Behelfsbomber Ju 52/3mg3e. Als Zulieferer für Flugzeugproduktion wurde 1936 die Leipziger Werkzeug- und Gerätefabrik mbH (LWG) in der Saarländer Straße 20 gegründet. Die ATG expandierte schnell zu einem der größten Leipziger Betriebe. Bereits vor Auslaufen der Ju-52-Produktion im Dezember 1937 begannen die Fertigung der Ju 86A, D und G (162 Stück seit 1936) und der Heinkel He 111E und H (326 Stück seit April 1938). Endmontage und Einflugbetrieb fanden auf dem Flughafen Leipzig-Mockau statt.
Nach Kriegsbeginn wurde die ATG ein reines Luftrüstungsunternehmen. Hauptprogramm war von Oktober 1940 bis 1943/44 die Serienfertigung des Bombers Ju 88A. Die Monatsproduktion betrug bis zu 19 Maschinen Ju 52 (insgesamt 1058 Stück) und 54 Flugzeuge Ju 88 (insgesamt 1467 Stück). Die Ju-88-Produktion wurde zugunsten der Weiterentwicklung Ju 188A-2 und D-2 im April 1943 stark gedrosselt, die seit Sommer 1943 in die Serienfertigung ging (insgesamt 205 Exemplare). Ab dem 4. Dezember 1943 wurden die ATG-Fertigungsanlagen sowie der Flugplatz Leipzig-Mockau mehrmals das Ziel westalliierter Luftangriffe, die größere Schäden verursachten.
Am 1. Januar 1944 wurde das Unternehmen in ATG Maschinenbau GmbH Leipzig umbenannt. Seit 1944 wurde die Produktion des Höhenbombers Ju 388 vorbereitet, von denen anfangs jedoch nur Rümpfe und Kanzeln montiert wurden, bis ab September/Oktober in den Werken Leipzig-Kleinzschocher und Mockau auch die Endmontage erfolgte. Die Rumpffertigung könnte teilweise ab 19. Juli 1944 im Zweigwerk 18 in Bernburg erfolgt sein. Bis zum angeordneten Baustopp im Februar 1945 wurden von diesem Typ eine Ju 388K und 46 Ju 388L-1 gebaut. Letzter Auftrag der ATG war die Teileproduktion (Rumpf, Rumpfheck und Leitwerkspartie) für das Höhenjagdflugzeug Focke-Wulf Ta 152, die ab Februar 1945 durchgeführt wurde.
Im Jahre 1935 betrug die Beschäftigtenzahl der ATG 3900 Mitarbeiter, im Oktober 1938 war sie bereits auf 6356 angestiegen und lag Ende 1944 bei 9500.
Östlich der Schönauer Straße zwischen den Bahnstrecken Leipzig-Plagwitz–Pörsten und Leipzig–Probstzella hatte das Reichsluftfahrtministerium 1940 eine Fliegertechnische Vorschule eingerichtet. Sie diente der ATG zur Facharbeiterausbildung. Auch die Ausbildung von Piloten und das Einfliegen der bei der ATG gefertigten Maschinen erfolgte dort.

#### Produktionsstätten

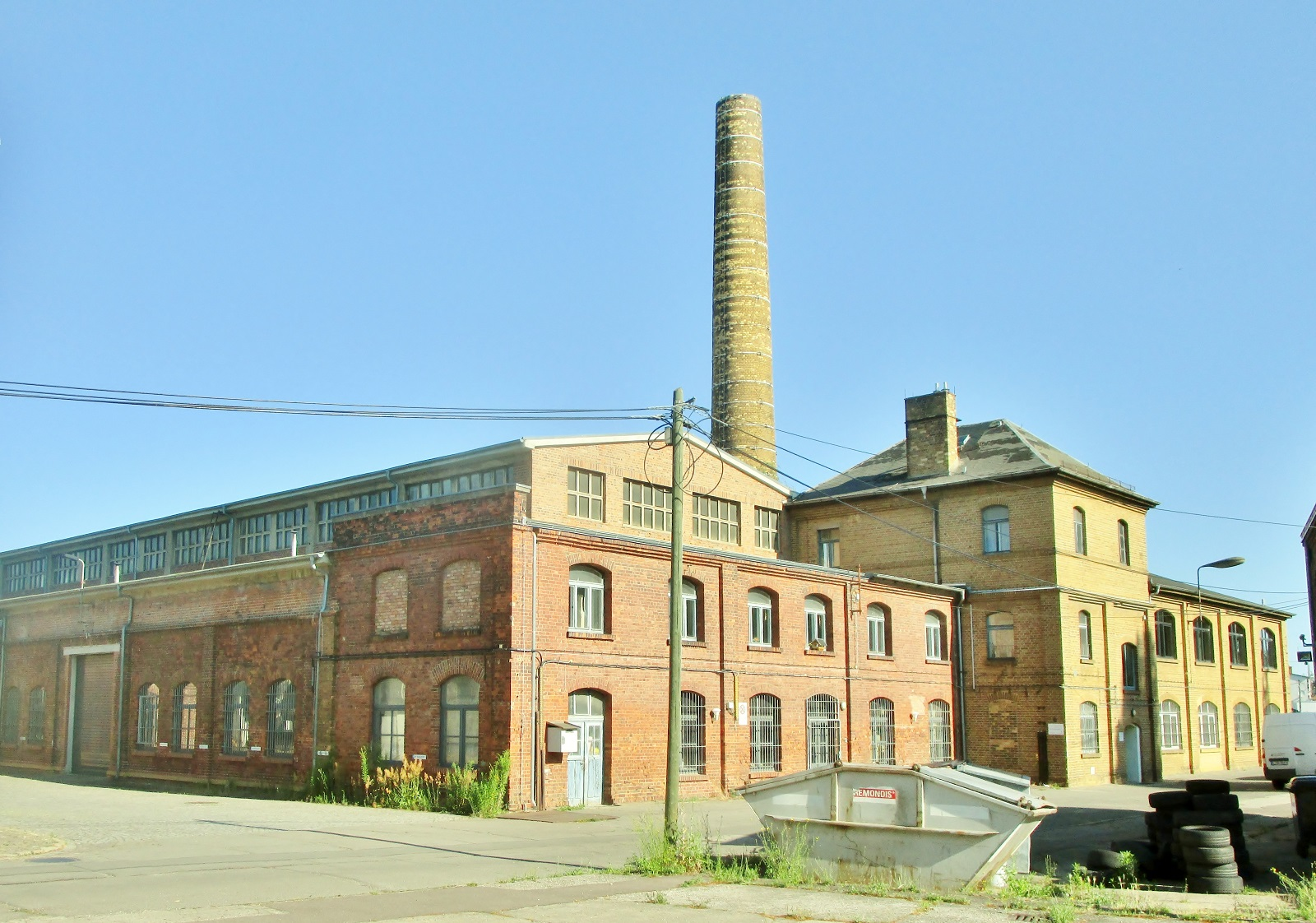
Anton-Zickmantel-Straße 50

Mit Beginn der Rüstungsproduktion wurden Zweigwerke in mehreren Leipziger Stadtteilen eingerichtet. Es bestanden folgende Produktionsstätten:
- Stammwerk Schönauer Straße 101
- Werk II Zschortauer Straße 22 (seit November 1934)
- Werk III Seehausener Straße (Flughafen Leipzig-Mockau, seit Mai 1935)
- Werk IV Ludwig-Hupfeld-Straße 12/14
- Werk V Anton-Zickmantel-Straße 50
- Werk VI Messegelände, Messehalle 15 (nach 1939)
- Werk VII Nonnenstraße 17–21 (Elektrik und Funktechnik, nach 1939)

#### Gefangenenlager
Zur Rüstungsproduktion beschäftigte die ATG in großem Maße Kriegsgefangene und Zwangsarbeiter sowie Häftlinge aus Konzentrationslagern. Zu ihrer Unterbringung verfügte der Rüstungsbetrieb über die folgenden Lager:
- Wola 1 Schönauer Straße 101
- Wola 2 „Am Sandberg“, Zschortauer Straße 22
- Wola 3 „Zum Park“, Pistorisstraße 2
- Wola 4 Rödelstraße 18
- Wola 6 (Hotel „Elstertal“), Rödelstraße 14
- Wola 9 (Gaststätte „Schwarzer Jäger“), Theodor-Fritsch-Straße 111
- Wola Gießerstraße 16
- Wola 11 Lützner Straße
- Wola Böhlitz-Ehrenberg, Ludwig-Hupfeld-Straße 13/15
- Wola „Germanus“ (Gartenvereinshaus), Viertelsweg
- Gemeinschaftslager „Tiefland“ (Gebäude der Michaelis & Co. Apparatebau), Dübener Landstraße 2
- Lager „Flugplatz Mockau“, Dübener Landstraße 100
- Lager „Martin-Park“, Leipzig W 31
- Lager „Rödelheim“ (49. Volksschule), Rödelstraße 6
- „T.-u.-B.-Lager“ (Vereinshaus des Vereins für Turnen und Bewegungsspiele), Diezmannstraße
- Lager „Gießerburg“, Gießerstraße 75
- Lager „Am Salzberg“, Spinnereistraße 7
- Gemeinschaftsunterkunft Theodor-Fritsch-Straße 103
- Lager 16 Dieskaustraße

Außerdem bestand ein Außenlager des KZ Buchenwald, das „Lager Schönau“ in der Mitte der damaligen Lindenallee (heute Parkallee), in dem etwa 500 Frauen untergebracht waren. Auf Anforderung der ATG erfolgte im August 1944 der Transport von 500 ungarischen Jüdinnen aus dem KZ Stutthof hierher.

### Nach 1945
Nach Kriegsende wurde das Vermögen des Unternehmens beschlagnahmt und im Oktober 1945 – noch vor dem Volksentscheid in Sachsen 1946 – durch die Landesverwaltung Sachsen enteignet. Die Produktionsanlagen wurden demontiert und als Reparationsleistungen in die Sowjetunion verbracht. Verbliebene bauliche Anlagen wurden gesprengt.
Auf dem westlichen ehemaligen ATG-Betriebsgelände wurde in der Schönauer Straße 113 a von 1952 bis 1953 die Fachschule für Landmaschinenbau (seit 1960 Ingenieurschule für Maschinenbau) erbaut. In dem Gebäude befindet sich seit 1993 die Staatliche Studienakademie Leipzig der Berufsakademie in Sachsen. Südlich davon wurde 1946 die Kleingartenanlage „Lerchenhain“ angelegt. Nach umfangreicher Schuttberäumung entstand daneben zwischen 1966 und 1969 der VEB Technische Gase Leipzig, wo überwiegend flüssiger Sauerstoff für Medizintechnik und Industrie sowie Stickstoff für die Tierzucht hergestellt wurden.
Auf dem Gelände der ehemaligen Fliegertechnischen Vorschule wurde am 26. November 1951 in der Schönauer Straße 162 die Fachschule für Apothekenassistenten eröffnet. 1952 bis 1955 wurde die spätere Ingenieurschule für Pharmazie um einen Südflügel, einen Mittelbau und eine Sporthalle erweitert. Heute ist dort das Berufliche Schulzentrum 9 der Stadt Leipzig für Gesundheit und Sozialwesen angesiedelt, das am 10. Dezember 2010 den Namen Ruth-Pfau-Schule erhielt. Beiderseits der Schule wurde bereits 1945 das davor dem Reichsluftfahrtministerium gehörende Gelände parzelliert und die Siedlung Aufbau angelegt (Dreiecksweg, Grauwackeweg).
Das ehemalige ATG-Werk II in Eutritzsch wurde 1949 zum Werk II des VEB Verlade- und Transportanlagen Leipzig Paul Fröhlich in der Zschortauer Straße 2.